# Prospero Pubblicola Santacroce
Prospero Pubblicola Santacroce (Roma, 24 de setembro de 1514 - Roma, 2 de outubro de 1589) foi um cardeal do século XVII

## Biografia
Nasceu em Roma em 24 de setembro de 1514. Filho de Tarquinio Santacroce e Ersilia de' Massimi. Seu primeiro nome também está listado como Prospero Publicola. Tio do Cardeal Antonio Santacroce (1629). Tio-avô do cardeal Marcello Santacroce (1652). Tio-bisavô do cardeal Andrea Santacroce (1699).
Frequentou a Universidade de Pádua, onde obteve o doutorado..
Clérigo romano. Advogado consistorial, 1537. Auditor de Fabio Mignanelli, núncio extraordinário perante o imperador, 1538. Auditor das causas do Palácio Apostólico. Referendário dos Tribunais da Assinatura Apostólica de Justiça e de Graça. Auditor da Sagrada Rota Romana, 1543. Auditor do Cardeal Alessandro Farnese, legado a latere na Alemanha, 1544; acompanhou o cardeal à Dieta de Worms em maio de 1545..
Eleito bispo de Kisamos, Creta, em 22 de março de 1548. Consagrado (nenhuma informação encontrada). Núncio perante o Rei dos Romanos, de 5 de abril de 1548 a 25 de abril de 1550; participou da Dieta de Praga, onde discutiu com os hussitas. Reitor em comenda de Aix, 17 de abril de 1551. Núncio na França, 15 de julho de 1552 até 23 de maio de 1554; novamente, 1561-1565. Núncio extraordinário em Espanha, 1560. Governador de Bolonha, 2 de abril de 1560. Núncio em Portugal, 6 de julho de 1560 até 10 de maio de 1561; enquanto núncio em Portugal, tornou-se o primeiro europeu a cultivar tabaco na sua horta com o propósito de fumá-lo, razão pela qual o nome original do tabaco em italiano é " erba Santacroce"..
Criado cardeal sacerdote no consistório de 12 de março de 1565. Não participou do conclave de 1565-1566, que elegeu o Papa Pio V. Recebeu o barrete vermelho e o título de S. Girolamo degli Schiavoni, 8 de fevereiro de 1566. Administrador de a arquidiocese de Arles, mantendo a sé de Kisamos, 17 de junho de 1566. Optou pelo título de S. Maria degli Angeli, 12 de abril de 1570. Participou do conclave de 1572, que elegeu o Papa Gregório XIII. Renunciou ao governo da sé antes de 10 de dezembro de 1572. Renunciou à administração de Arles antes de 15 de março de 1574. Optou pelo título de S. Adriano, diaconato pro illa vicetítulo declarado, 5 de maio de 1574. Camerlengo do Sagrado Colégio dos Cardeais, 9 de janeiro de 1581 a 8 de janeiro de 1582. Optou pelo título de S. Clemente, 4 de março de 1583. Participou do conclave de 1585, que elegeu Papa Sisto V. Optou pela ordem dos cardeais bispos e pela sé suburbana de Albano, 2 de março de 1589..
Morreu em Roma em 2 de outubro de 1589. Basílica patriarcal liberiana enterrada (2) , Roma; posteriormente, seus restos mortais foram transferidos para a igreja de S. Maria in Publicolis, Roma..